# Nicoleño
Os Nicoleño eram um povo nativo americano uto-asteca que morava na ilha de San Nicolas, na Califórnia. Sua população foi "devastada por um massacre em 1811 por caçadores de lontras marinhas". Seu último membro sobrevivente recebeu o nome de Juana Maria, que nasceu antes de 1811 e morreu em 1853.

## História

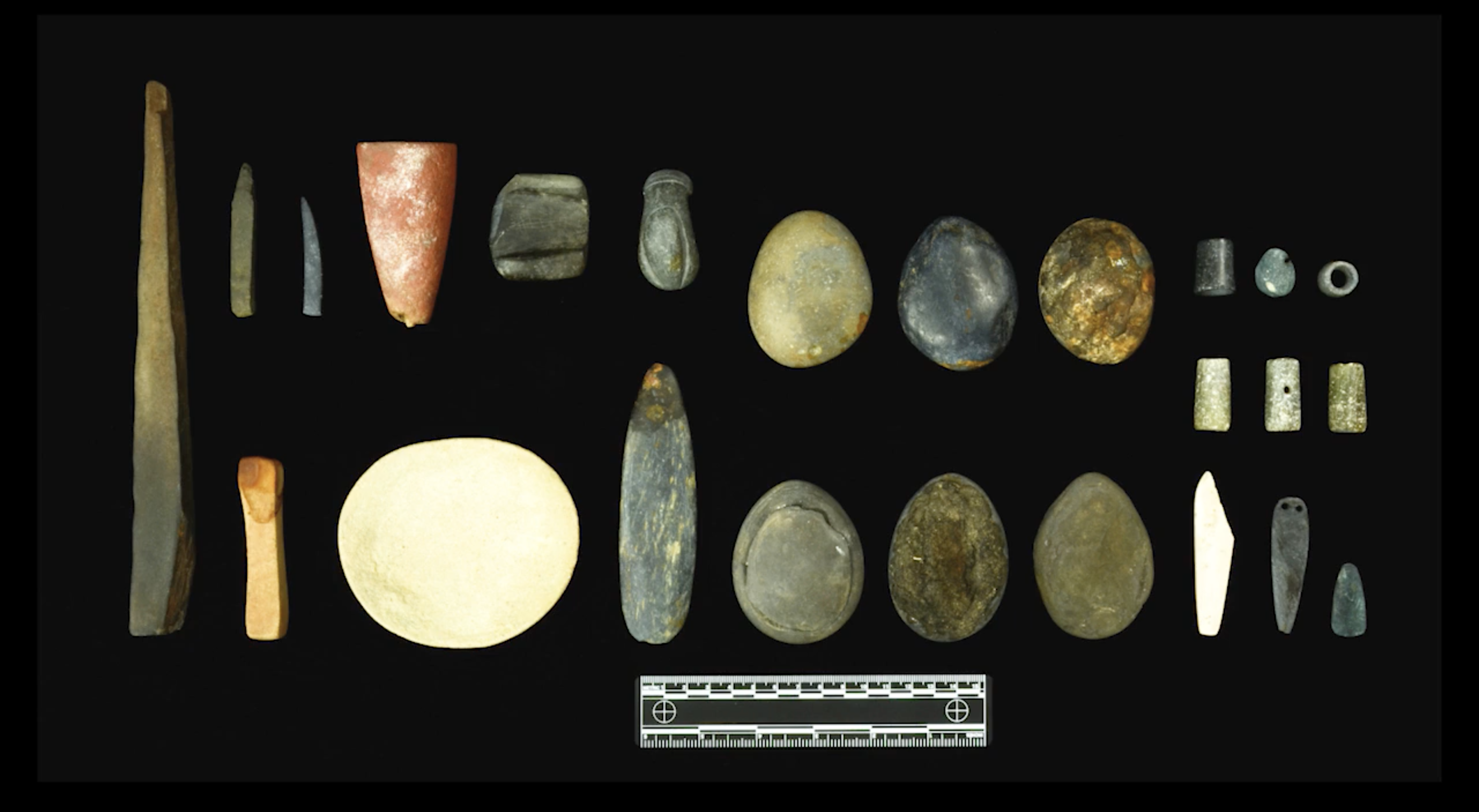
Artefatos da Ilha San Nicolas, possivelmente de origem Nicoleño

Evidências arqueológicas sugerem que San Nicolas, como as outras Ilhas do Canal, é povoado há pelo menos 10.000 anos, embora talvez não continuamente. Pensa-se que os Nicoleños estavam intimamente relacionados com os povos das Ilhas Santa Catalina e San Clemente; estes eram membros do ramo takic dos povos uto-astecas e estavam relacionados com o Tongva do atual condado de Los Angeles. O nome Nicoleño é convencional desde seu uso por Alfred L. Kroeber no Handbook of Indians of California; os Chumash os chamavam de Niminocotch e chamavam San Nicolas Ghalas-at. O nome deles para si é desconhecido.

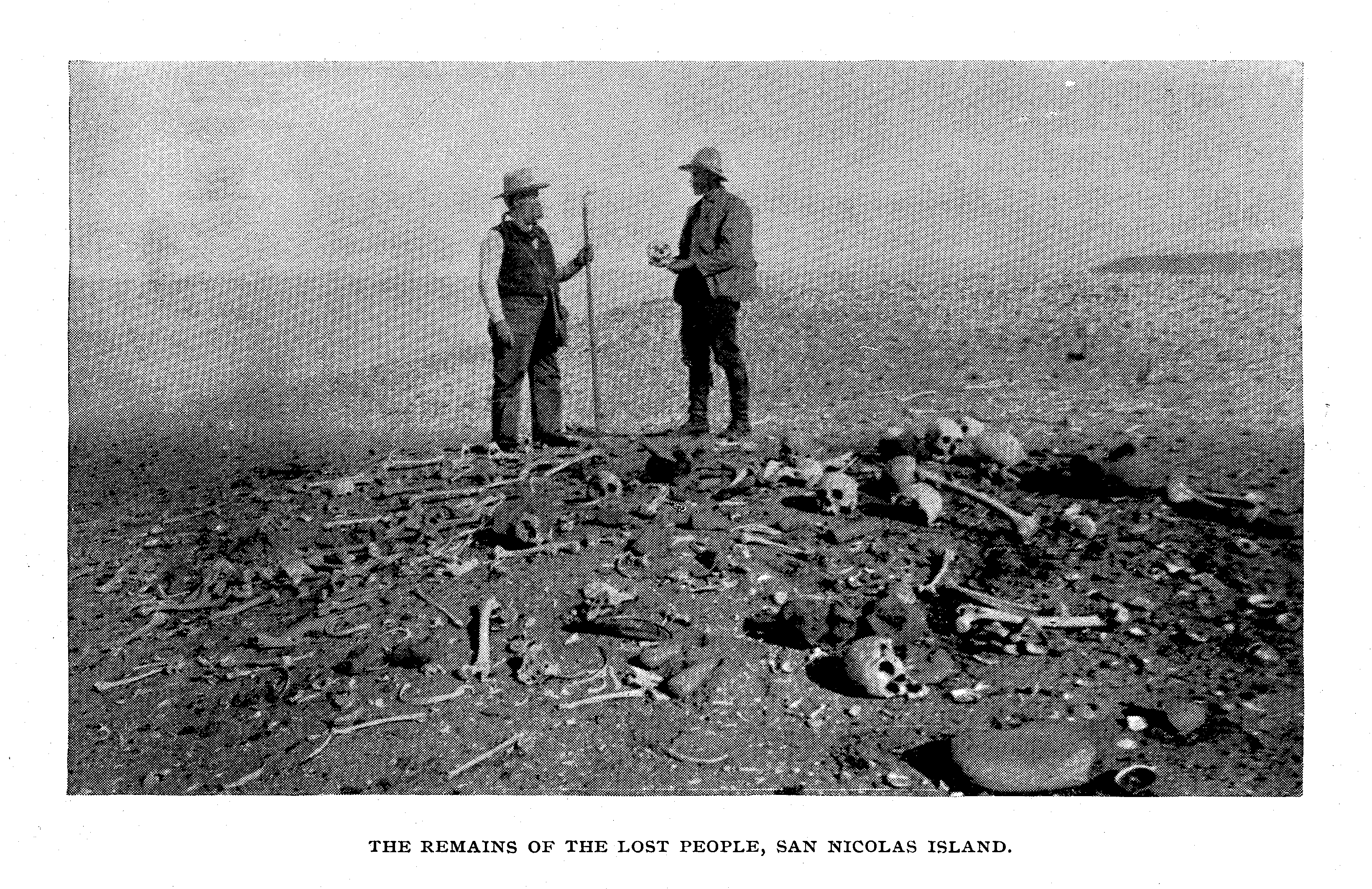
Nicoleño permanece na ilha de San Nicolas, em 1896

A expedição de Juan Rodríguez Cabrillo avistou a ilha de San Nicolas em 1543, mas eles não desembarcaram nem fizeram anotações sobre os habitantes. Em 1602, o explorador espanhol Sebastián Vizcaíno visitou San Nicolas e deu o nome atual. Pouco se sabe sobre o Nicoleño através do registro histórico entre essa data e o início do século XIX. Naquela época, a população parecia ter declinado significativamente, provavelmente devido em parte aos esforços de recrutamento de missionários espanhóis, conhecidos por terem transferido pessoas das outras Ilhas do Canal da Mancha para o continente.

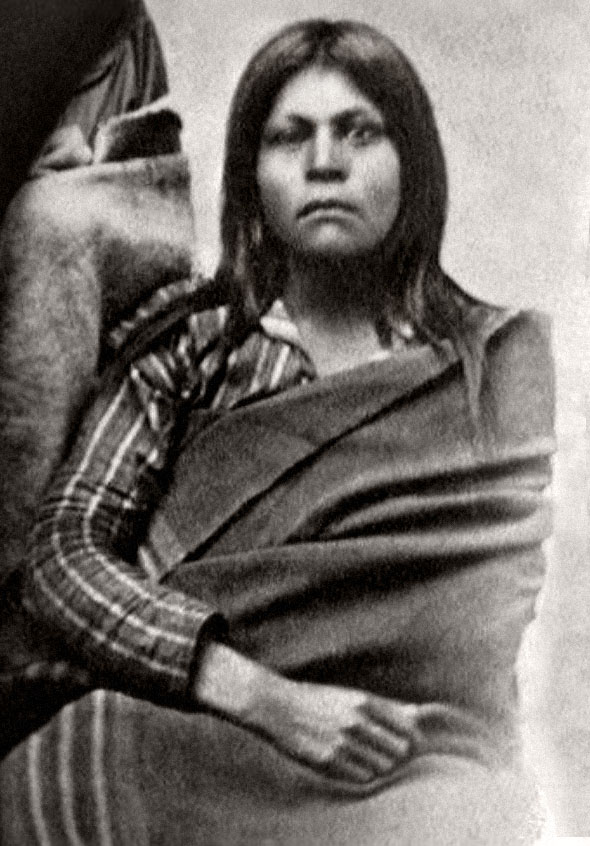
Juana Maria, o último membro sobrevivente do povo Nicoleño

Em 1811, um grupo de alemães e comerciantes de peles russos do Alasca russo desembarcou em San Nicolas em busca de lontras e focas. Eles mataram muitos dos homens Nicoleño e estupraram muitas das mulheres que deixaram a população dizimada. Na década de 1830, apenas vinte permaneciam; algumas fontes colocam o número em sete, seis mulheres e um velho chamado Black Hawk. Black Hawk sofreu um ferimento na cabeça durante o massacre. Ao ouvir isso, a Missão de Santa Bárbara no continente patrocinou uma missão de resgate e, no final de 1835, o capitão Charles Hubbard navegou para as Ilhas do Canal a bordo da escuna Peor es Nada . A maior parte da tribo embarcou no navio, mas uma, a mulher mais tarde conhecida como Juana Maria, não chegou antes que a tempestade subisse e o navio teve que retornar ao porto. Hubbard não pôde retornar para Juana Maria na época, pois havia recebido ordens para levar uma remessa de madeira para Monterey, Califórnia, e antes que pudesse retornar a Santa Bárbara, o Peor es Nada bateu em uma tábua pesada na boca de Baía de São Francisco e afundou. A falta de outros navios disponíveis é geralmente citada como impedindo novas tentativas de resgate.
Muitos dos Nicoleños sobreviventes escolheram morar na Missão San Gabriel Arcángel. No entanto, eles não tinham imunidade às doenças que encontraram ali. Black Hawk ficou cego logo após chegar e morreu quando caiu de um barranco na água e se afogou. Os outros também aparentemente morreram quando Juana Maria foi resgatada. Depois de várias outras tentativas de localizá-la, ela foi encontrada pelo capitão George Nidever, que a levou para o continente. Nenhum dos índios locais conseguiu traduzir sua língua, e ela foi acolhida por Nidever e sua esposa. No entanto, ela contraiu disenteria e morreu apenas sete semanas após sua chegada.
Em 1939, os restos de uma estrutura de osso de baleia atribuída à Mulher Solitária foram documentados por Arthur Woodward. Em 2009, duas caixas de pau-brasil Nicoleño foram encontradas erodindo de um penhasco do mar pelo arqueólogo Jon Erlandson da Universidade de Oregon, com um marcador de costela de baleia no topo delas. As caixas e artefatos associados foram recuperados por Erlandson, René Vellanoweth, Lisa Thomas-Barnett e Troy Davis, com o conteúdo das caixas escavadas meticulosamente por Vellanoweth e Thomas-Barnett em um laboratório de arqueologia de San Nicolas Island. Esse cache produziu aproximadamente 200 artefatos de materiais ou estilos Nicoleño, Euro-Americanos e Nativos do Alasca. Os artefatos históricos encontrados nas caixas sugerem que o recurso de cache data entre 1815 e 1853 dC e pode muito bem ter sido usado pela Mulher Solitária. Em 2012, um arqueólogo da Marinha dos EUA informou ter encontrado um local que poderia ter sido a caverna de Juana Maria.
Ao longo dos anos, 469 restos humanos e 436 objetos de enterro foram encontrados na ilha de San Nicolas. Quando os líderes do grupo de índios da Missão Pechanga de Luiseño, uma tribo de Luiseños que reivindicava uma conexão cultural com os Nicoleños, visitaram a ilha, ficaram preocupados com a maneira como os restos humanos estavam sendo manuseados por escavadeiras. Com a aprovação da Marinha, eles estabeleceram uma reivindicação cultural aos restos humanos e artefatos relacionados ao enterro.

## Cultura
A maioria das informações sobre o Nicoleño vem de Juana Maria. Quando Nidever a localizou, ela estava morando em um compartimento redondo com escova, cerca de 6 pés (1,8 m) de diâmetro e 5 pés (1,5 m) de altura, com uma abertura estreita de um lado. Ela cozinhou sua comida em um incêndio dentro de sua casa. Vários recintos semelhantes ainda estavam em pé na época, e outro tipo de estrutura, feita de paredes de escovas apoiadas em costelas de baleia, também foi encontrada. Juana Maria pendurou carne de foca de uma série de 4–8 pés (1.2–2.4 metros) de postes longos colocados ao redor das estruturas ou de cordas esticadas entre os postes. Como outros nativos da Califórnia, os Nicoleño eram aparentemente tecelões de cestas, e Juana Maria é descrita como fazendo quatro formas diferentes. Quando foi encontrada, usava um vestido feito de pele de cormorão verde, decorada com penas. Ela possuía várias posses feitas de tendões e ossos.
A primeira visita arqueológica a San Nicolas foi por Paul Schumacher para a Smithsonian Institution em 1875. Sua equipe descobriu numerosos artefatos de locais de superfície, supostamente de um período posterior da cultura Nicoleño, já que o clima da ilha não é adequado para a preservação. Os artefatos coletados por esses visitantes iniciais incluem esteiras de grama e fragmentos de roupas, facas de osso e anzóis e efígies de peixes e pássaros em pedra-sabão. A cultura Nicoleño era inteiramente dependente do oceano para sua sustentação, pois a ilha abrigava apenas quatro tipos de animais terrestres, nenhum dos quais valioso para alimentação. A ilha abriga uma grande abundância de peixes e mamíferos marinhos, além de pássaros, que os Nicoleño eram hábeis em capturar.

## Língua
A língua Nicoleño está extinta desde a morte de Juana Maria. Seus remanescentes existentes consistem apenas em quatro palavras e duas músicas atribuídas a ela. Essa evidência foi registrada por não-falantes, pois relatos contemporâneos deixam claro que não foi encontrado ninguém que entendesse Juana Maria. As quatro palavras Nicoleño que foram traduzidas foram "tocah", que significa "pele de animal", "nache", que significa "homem", "toygwah", que significa "céu" e "puoochay", que significa "corpo".
Com base nas evidências limitadas, Alfred L. Kroeber, em 1907, identificou-o como uma língua "shoshoneana" - um termo obsoleto para as línguas uto-astecas do norte - e associou-o ao ramo takic que inclui Tongva (Gabrieliño), falado na ilha de Santa Catalina e a costa adjacente, e Luiseño, falada ao sul. A maioria dos linguistas subsequentes seguiu as conclusões de Kroeber.

Em 2000, lingüista Pamela Munro argumentou que Nicoleño fazia parte do Cupan subgrupo de línguas Takic, e não de perto semelhante ao Tongva. Segundo a análise de Munro, Nicoleño tinha semelhanças com os ramos Luiseño-Juaneño e Cupeño-Cahuilla de Cupan, e possivelmente representava um terceiro ramo distinto.